# 前秦滅代國之戰
前秦滅代國之戰，前秦建元十二年（代建国三十九年，376年）十月至十二月，前秦出兵攻克云中（今内蒙古和林格尔县西北），灭亡代國的作战。

## 概述
前秦灭前凉后，即准备用兵代国。376年十月，依附于前秦的匈奴左贤王刘卫辰被拓跋鲜卑的代国逼迫，向前秦求救。前秦天王苻坚封以幽州剌史、行唐公苻洛为北讨大部督，统率幽州、冀州的十万兵攻打代国。同时，派并州剃史俱难，镇军将军邓羌，尚书赵迁、李柔，前将军朱肜，前禁将军张蚝，右禁将军郭庆率步骑军二十万人，东出和龙（今辽宁朝阳市），西出上郡（今陕西榆林市东南）。两个方向都和苻洛的军队会合，以刘卫辰为向导。十月，代王拓跋什翼犍先派白部、独孤部抵抗前秦大军，都没有获胜。再派南部大人刘库仁率十万骑兵抵抗，和秦军在云中盛乐宫西南的石子岭激战，再次战败。什翼犍因病不能亲自率兵作战，遂领其众逃至阴山以北。又遭到高车部落的四面抄掠，再回到漠南。前秦军稍退，十二月，什翼犍返回都城云中。不久，什翼犍长子拓跋寔君听信谗言，先杀诸弟，后杀父王。消息传到前秦，李柔、张蚝即刻发兵到达云中，代国部众纷纷逃散。代国灭亡，辖境并入前秦，苻坚分其地为两部，令刘库仁统领黄河以东，刘卫辰统领黄河以西。